# ブール・メートル・ドテル

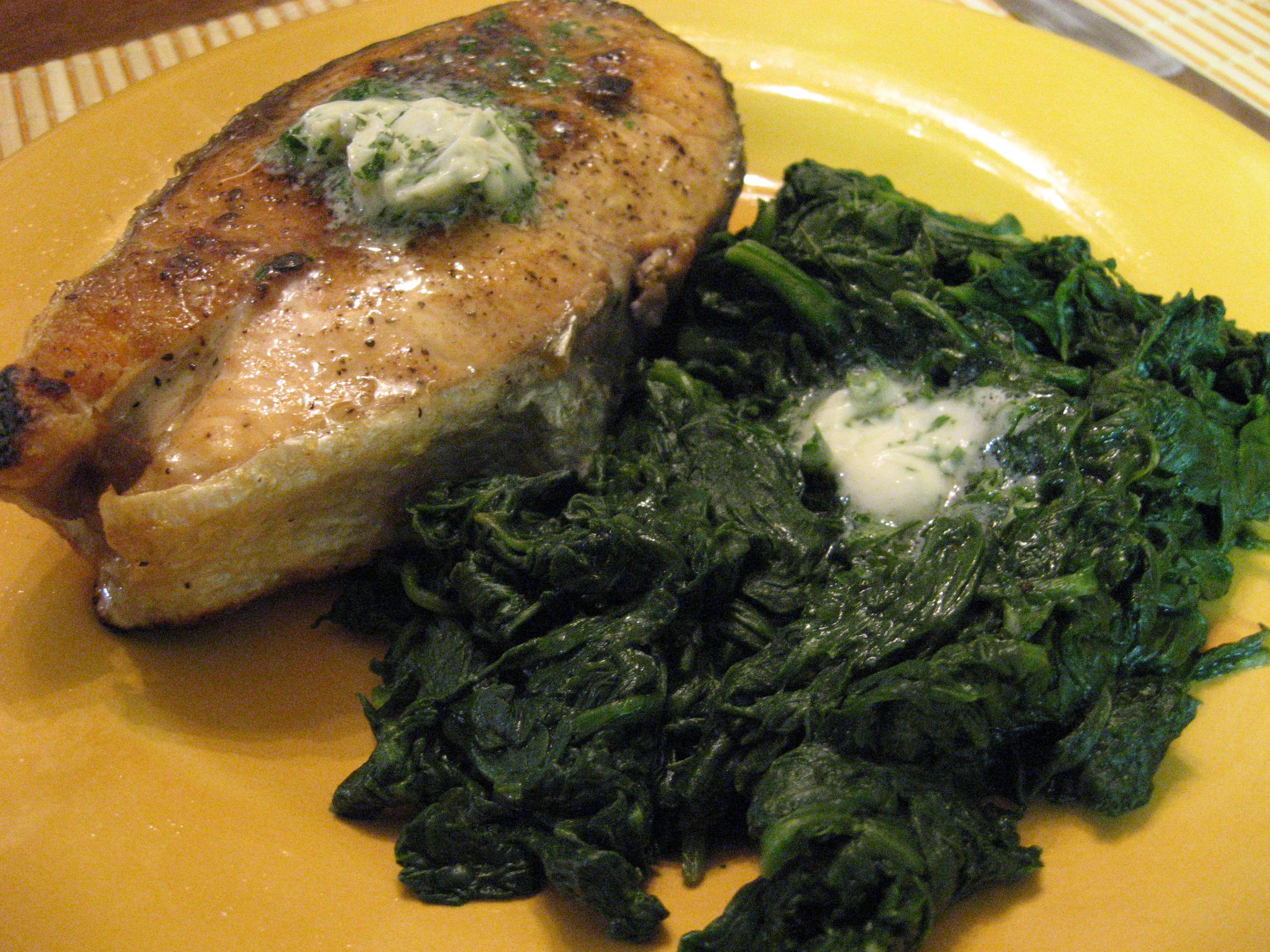
サーモンステーキの上に乗せたブール・メートル・ドテル

ブール・メートル・ドテル (フランス語: Beurre Maître d'Hôtel) は、フランス料理が起源のコンパウンドバターの1つである。バター、パセリ、レモン果汁、食塩、コショウから作る。ステーキなどの肉料理（シャトーブリアンステーキのソースにも用いられる）や魚料理、野菜料理、その他に使われる。ソースの代わりに用いることで、料理の風味が格段に上がる。甘みを付けたものもある。通冷えたものを円盤状に切って食材の上に乗せることが多いが、調味料として脇に添えることもある。

## 語源
Beurre Maître d'Hôtelという名前は、そのレストランのメートル・ドテル (maître d'hôtel) が、食卓において一から調理することに由来する。maître d'hôtel butterと呼ばれることもある。

## 作り方
柔らかくしたバターにみじん切りにしたパセリ、レモン果汁、食塩、コショウを混ぜる。割合として、テーブルスプーン約1.5杯分のパセリを2オンスのバターに加える。その他、エシャロットやウスターソースを加えることもある。まれに酢を加えることもある。カイエンペッパーを加えることもある。混ぜた後、クッキングシートか食品用ラップフィルムで巻いて、冷やし固める。

## 利用
ブール・メートル・ドテルは、冷たくして円盤状に切り出し、様々な食材の上に乗せて食べる。ステーキ等の肉のグリルや魚料理の他、また卵、野菜、ジャガイモ、パンにも添えられる。砂糖を入れた甘いものは、パンケーキに添えられる。トッピングする場合は、料理を提供する直前に乗せる。調理の最後の数分間で食材に乗せ、溶かした状態で提供することもある。ソースの代わりに用いられることもあり、少量で料理全体の風味が格段に良くなる。

### シャトーブリアンステーキのソース
ブール・メートル・ドテルは、シャトーブリアンステーキのソースを作るのにも用いられる。ソース作りの最終段階でソースを濾した後にブール・メートル・ドテルで仕上げる。みじん切りにしたタラゴンを加えることもある。